# Francisco Delgado Melo
Pour les articles homonymes, voir Melo (homonymie) et Delgado.
Francisco Delgado Melo est un footballeur espagnol né le 13 novembre 1943 à Plasencia. Il évoluait au poste de défenseur.

## Biographie
De 1964 à 1968, Francisco Delgado Melo est joueur du Real Valladolid qui évolue alors en deuxième division espagnole,,,.
Il rejoint l'Atlético de Madrid en 1968,.
Avec l'Atlético, il est Champion d'Espagne à deux reprises en 1970 et en 1973,.
Delgado Melo dispute la finale de la Coupe des clubs champions en 1974. L'Atlético perd la finale contre le Bayern Munich (match nul 1-1 puis défaite 0-4),.
L'Atlético prend part à la Coupe intercontinentale durant cette même année et la remporte : Delgado Melo est titulaire lors des deux matchs aller et retour contre le CA Independiente,.
Il raccroche les crampons en 1976 après huit saisons sous les couleurs du club madrilène,.
Delgado Melo joue au total 192 matchs en première division espagnole, sans inscrire de but, et 73 matchs en deuxième division espagnole, pour huit buts inscrits. Au sein des compétitions européennes, il dispute 16 matchs de Coupe des clubs champions, quatre matchs de Coupe des vainqueurs de coupe et quatre matchs de Coupe des villes de foire. Il joue également deux matchs en Coupe intercontinentale

### En équipe nationale
International espagnol, il reçoit deux sélections en équipe d'Espagne durant l'année 1970,.
Il joue son premier match en équipe nationale le 11 février 1970, contre l'Allemagne de l'Ouest en amical (défaite 0-2 à Séville).
Son dernier match a lieu le 28 octobre 1970, en amical contre la Grèce (défaite 1-2 à Saragosse).

## Palmarès
Atlético de Madrid
| - Championnat d'Espagne (2) : - Champion : 1969-70 et 1972-73. - Coupe intercontinentale (1) : - Vainqueur : 1974. |  | - Coupe des clubs champions : - Finaliste : 1973-74. |